# 이지 투 러브
이지 투 러브(Easy To Love)는 미국에서 제작된 찰스 월터스 감독의 1953년 영화이다. 에스터 윌리엄스 등이 주연으로 출연하였고 조 패스터낵 등이 제작에 참여하였다.

## 출연

### 주연
- 에스터 윌리엄스
- 밴 존슨

### 조연
- 토니 마틴
- 존 브롬필드
- 에드나 스키너
- 킹 다너번
- 폴 브라이어
- 캐럴 베이커

## 제작진
- 세트: 리처드 페퍼럴
- 세트: 에드윈 B. 윌리스
- 의상: 헬런 로즈